# کارلوس گونسالس (بازیکن فوتبال، زاده ۱۹۳۵)
کارلوس گونسالس (اسپانیایی: Carlos González‎؛ ۱۲ آوریل ۱۹۳۵ – ۸ ژوئیه ۲۰۱۷) بازیکن فوتبال اهل مکزیک بود.
از باشگاه‌هایی که در آن بازی کرده‌است می‌توان به باشگاه فوتبال اطلس اشاره کرد.
وی همچنین در تیم ملی فوتبال مکزیک بازی کرده‌است.